# Sevens Grand Prix Series Femenino 2014
El Sevens Grand Prix Series Femenino de 2014 fue la decimosegunda temporada del circuito de selecciones nacionales femeninas europeas de rugby 7.

## Calendario
| Torneo                       | Ciudad | Fecha          | Campeón    |
| ---------------------------- | ------ | -------------- | ---------- |
| Seven Femenino de Moscú 2014 | Moscú  | 7-8 de junio   | Inglaterra |
| Seven Femenino de Brive 2014 | Brive  | 14-15 de junio | Francia    |

## Tabla de posiciones
| Pos | País         | RUS | FRA | Puntos |
| --- | ------------ | --- | --- | ------ |
| 1   | Rusia        | 18  | 18  | 36     |
| 2   | Inglaterra   | 20  | 12  | 32     |
| 3   | Francia      | 12  | 20  | 32     |
| 4   | Países Bajos | 16  | 16  | 32     |
| 5   | Portugal     | 14  | 10  | 24     |
| 6   | España       | 10  | 14  | 24     |
| 7   | Italia       | 6   | 8   | 14     |
| 8   | Irlanda      | 8   | 2   | 10     |
| 9   | Alemania     | 2   | 6   | 8      |
| 10  | Gales        | 4   | 4   | 8      |
| 11  | Bélgica      | 3   | 3   | 6      |
| 12  | Suecia       | 1   | 1   | 2      |

| Bandera de Rusia |
| Campeón Rusia    |
| Segundo título   |